# Piz Picuogl
Il Piz Picuogl (3.333 m s.l.m.) è una montagna delle Alpi dell'Albula nelle Alpi Retiche occidentali.

## Descrizione
Si trova in Svizzera (Canton Grigioni). La montagna è collocata a sud del Piz d'Err.